# Ochthera
Ochthera är ett släkte av tvåvingar. Ochthera ingår i familjen vattenflugor.

## Bildgalleri

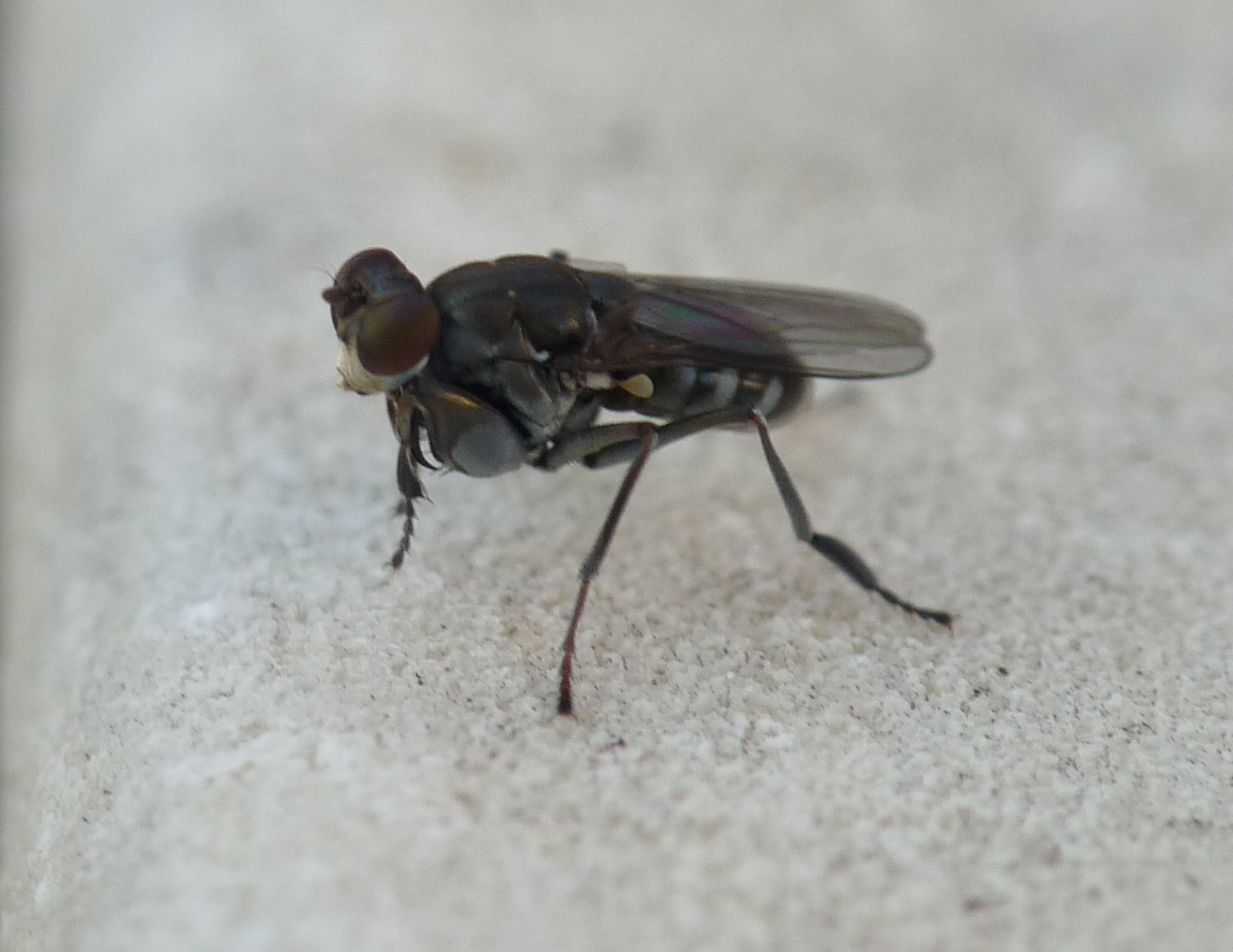
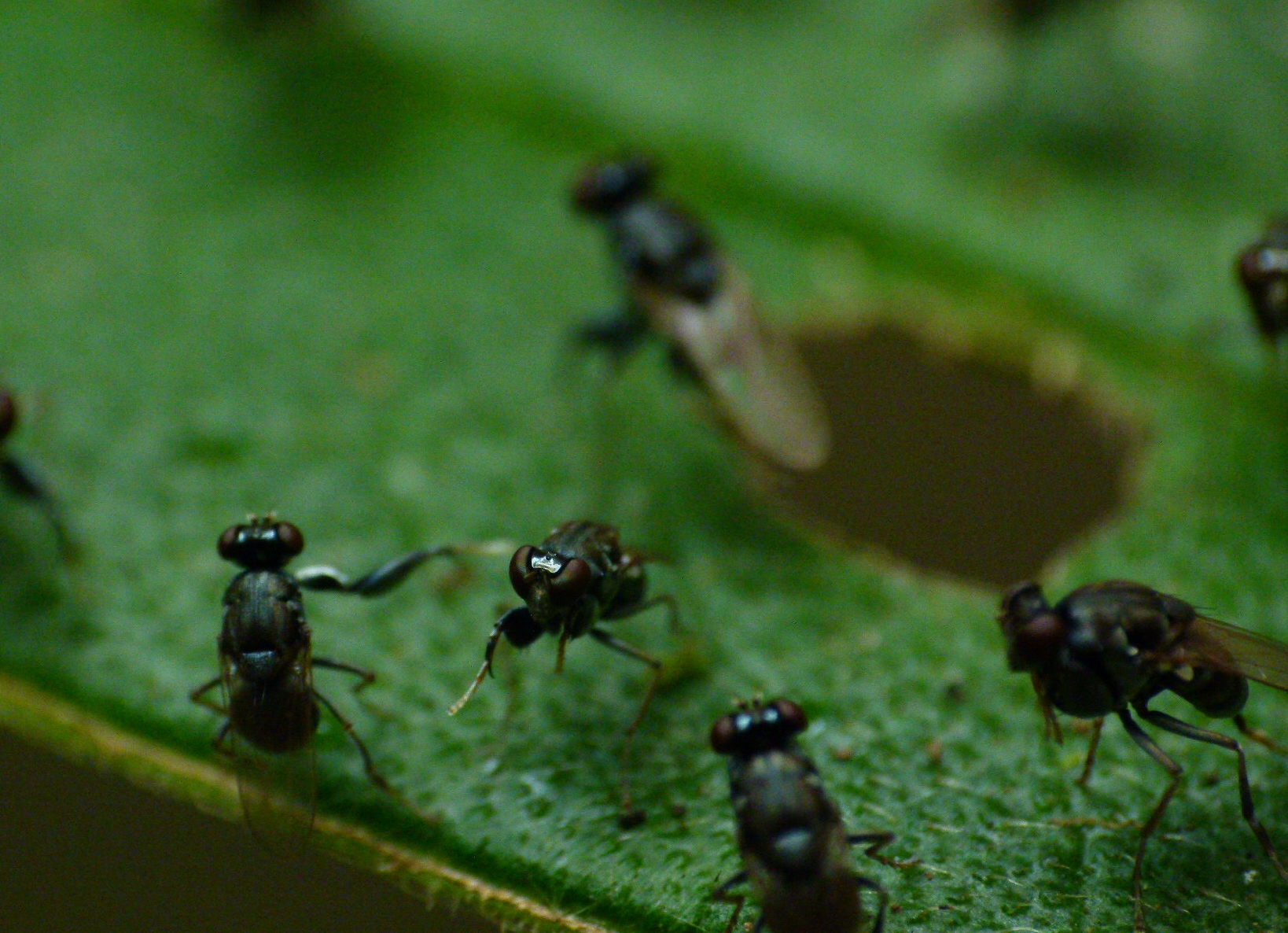
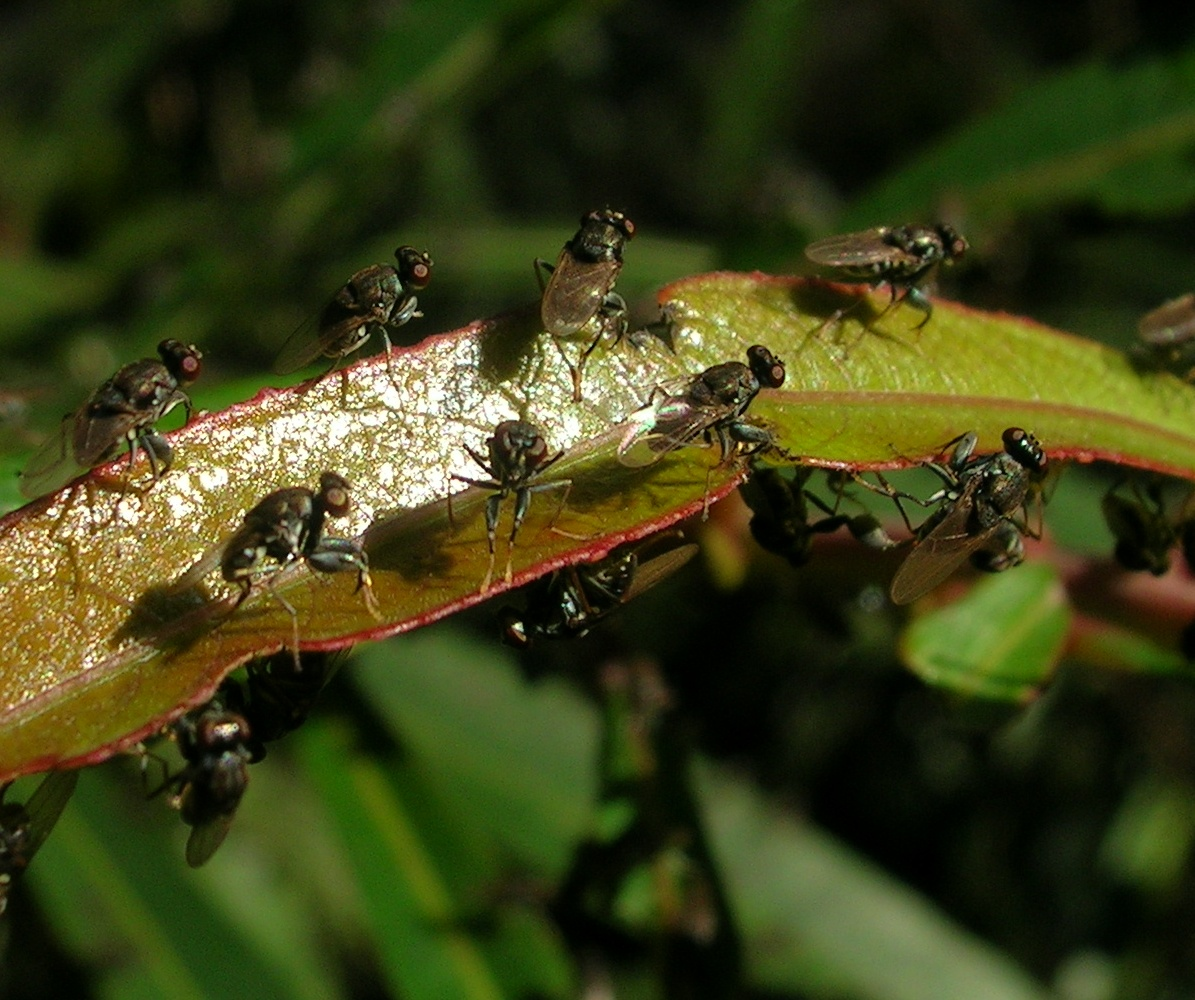
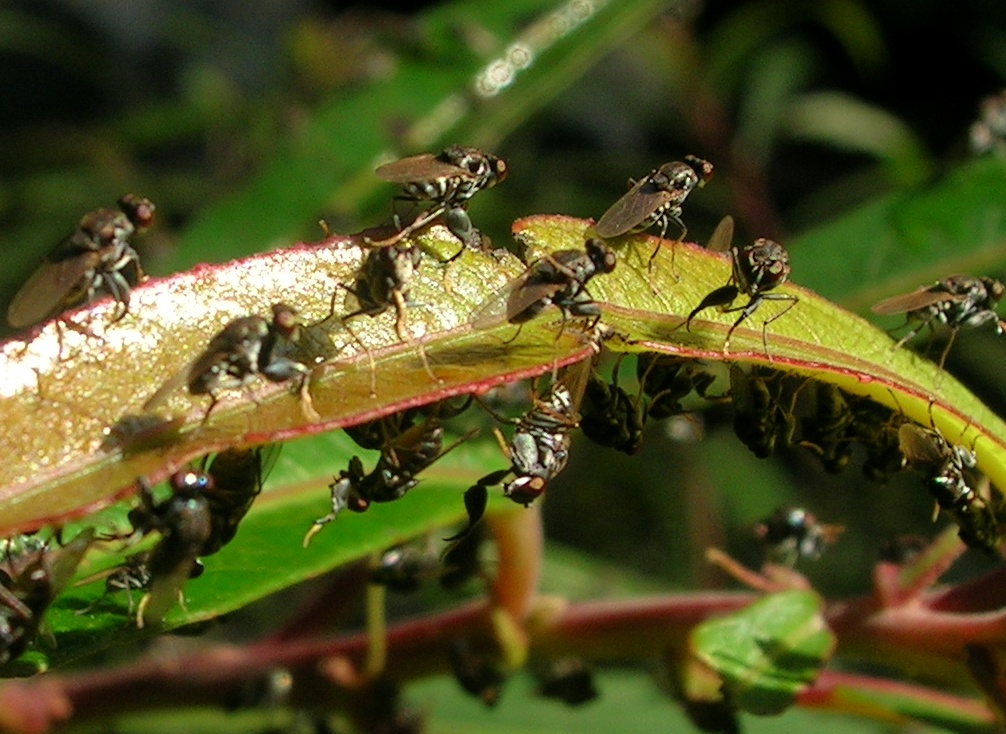

## Dottertaxa tillOchthera, i alfabetisk ordning[1][2]
- Ochthera acta
- Ochthera anatolikos
- Ochthera angustifacies
- Ochthera angustitarsus
- Ochthera argyrata
- Ochthera baia
- Ochthera borealis
- Ochthera brevitivialis
- Ochthera caeruleovittata
- Ochthera canescens
- Ochthera canzonerii
- Ochthera chalybescens
- Ochthera circularis
- Ochthera clauseni
- Ochthera collina
- Ochthera cressoni
- Ochthera cuprilineata
- Ochthera dasylenos
- Ochthera exsculpta
- Ochthera friderichsi
- Ochthera guangdongensis
- Ochthera hainanensis
- Ochthera harpax
- Ochthera humilis
- Ochthera innotata
- Ochthera insularis
- Ochthera japonica
- Ochthera jos
- Ochthera lauta
- Ochthera loreta
- Ochthera macrothrix
- Ochthera manicata
- Ochthera mantis
- Ochthera mantispa
- Ochthera margarita
- Ochthera nigricoxa
- Ochthera nigripes
- Ochthera occidentalis
- Ochthera painteri
- Ochthera palaearctica
- Ochthera palearctica
- Ochthera pilimana
- Ochthera pilosa
- Ochthera praedatoria
- Ochthera regalis
- Ochthera rossii
- Ochthera rotunda
- Ochthera sauteri
- Ochthera schembrii
- Ochthera setigera
- Ochthera speculifera
- Ochthera subtilis
- Ochthera triornata
- Ochthera tuberculata
- Ochthera wrighti